# Kapelle Alt Pansow

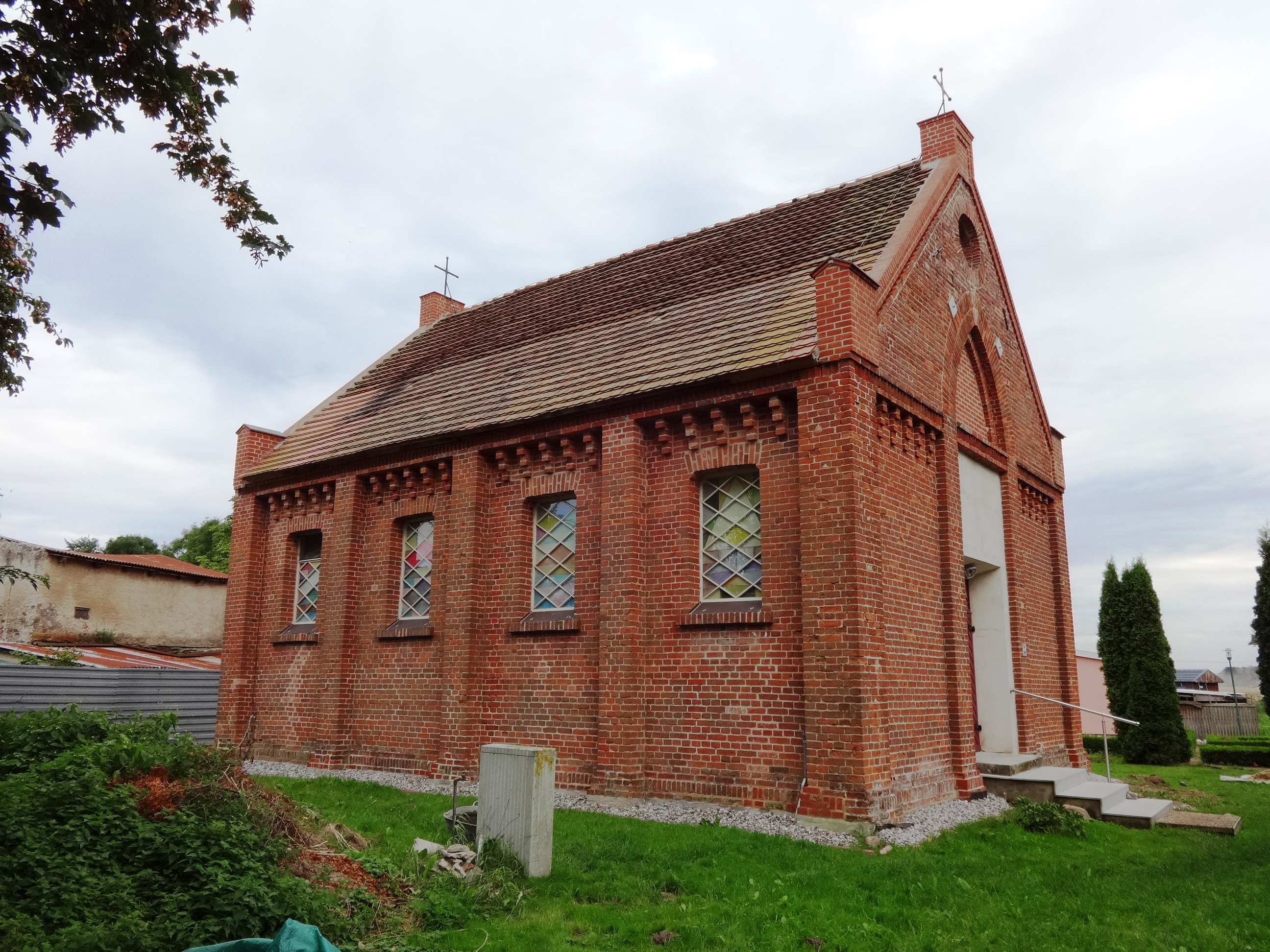
Kapelle in Alt Pansow

Die Kapelle Alt Pansow ist ein aus dem 19. Jahrhundert stammendes Kirchengebäude im Ortsteil Alt Pansow der Gemeinde Dersekow in Vorpommern.

## Geschichte und Zugehörigkeit

### 12. bis 16. Jahrhundert
Die Region um Greifswald wurde im Wesentlichen durch Otto von Bamberg christianisiert. Von ihm ist überliefert, dass er 1128 Gützkow besuchte, das zu dieser Zeit das Mittelzentrum der Region darstellte. Dort ließ er an Stelle eines Tempels eine Kirche in Pfahlbauweise errichten, dessen Nachfolgebau im 21. Jahrhundert noch als Nikolaikirche erhalten ist. Ihr Einzugsbereich reichte bis weit über Dersekow hinaus. In diesem Ort entstand 1248 ein Vorgängerbau der heutigen Kirche Dersekow, welche 1280 in das Kirchenpatronat des Klosters Eldenas gelangte und damit ein eigenes Kirchspiel erhielt, zu dem auch Alt Pansow gehörte. Dort errichtete man – wie auch in Klein Zastrow – eine Kapelle. Letztere wurde im Dreißigjährigen Krieg zerstört, während das Bauwerk in Alt Pansow die Kriegshandlungen überstand. 1535 zog die Reformation unter Johannes Bugenhagen in dem Gebiet ein und die Sprache im Gottesdienst wechselte von der lateinischen Sprache ins Plattdeutsche. Visitationen aus den Jahren 1578, 1587, 1600, 1618, 1633 und 1656 belegen, dass es zu dieser Zeit bereits ein Gotteshaus in der Gemeinde gab. Über ihre Form ist jedoch nichts überliefert.

### 17. und 18. Jahrhundert
1626 übertrug Bogislaw XIV.  das Kirchenpatronat an die Universität Greifswald. Nach seinem Tod wurden die pommerschen Herzogtümer aufgeteilt und Dersekow sowie Pansow kamen unter die schwedische Herrschaft. Die Kapelle blieb jedoch in der Verwaltung der Universität, so dass größere Bautätigkeiten heute noch in den Akten der Hochschule aufzufinden sind. Überliefert ist beispielsweise auch die Finanzierung der Kapelle, die aus dem Kapellenhof, einem Pachtacker, einer Wiese sowie einem Waldstück bestand. Darüber hinaus zahlten drei Bewohner eines parzellierten Hofes in der Dorfmitte ein Grundgeld an die Kirchengemeinde. Es betrug im 18. Jahrhundert einen Taler pro Parzelle. Im Jahr 1750 kam so die bescheidene Summe von 30 Talern zusammen. Zum Vergleich: Für die letzte größte Instandsetzung hatte die Kirchengemeinde vier Jahre zuvor 28 Taler und 13 Pfenning aufwenden müssen. Ihr Zustand wurde als zufriedenstellend beschrieben, dennoch nahmen nur wenige Besucher an den Gottesdiensten teil – die Bewohner besuchten lieber die Pfarrkirche die Dersekow, die an einem Sonntag und nicht am Samstag (einem Werktag) stattfanden.

### 19. Jahrhundert

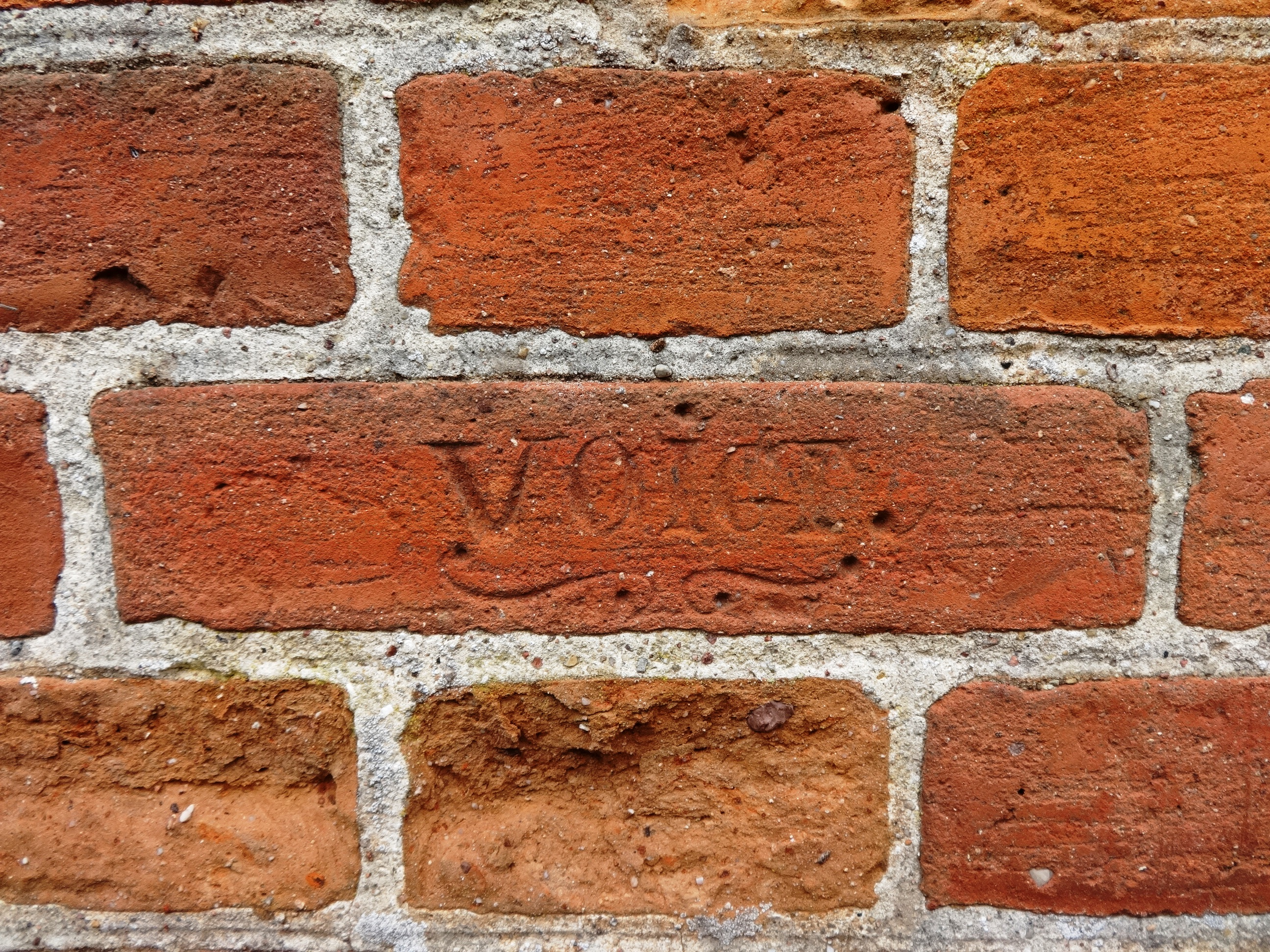
Mauerstein der Firma Voigt

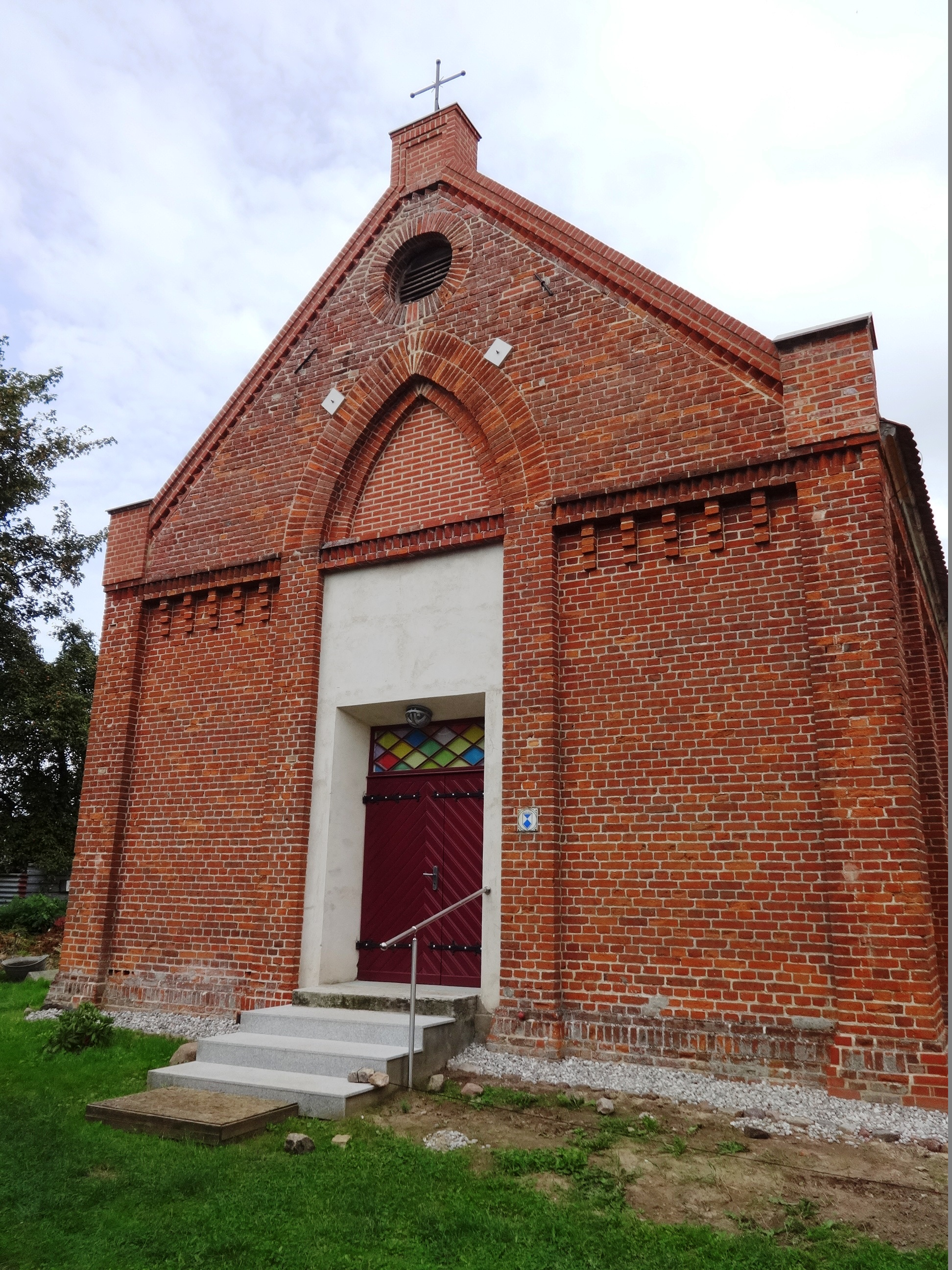
Westportal

Ab 1820 mehrten sich die Klagen über den Zustand der Kapelle. Pastor Johan Lorenz Piper (1777–1860) schrieb daher am 9. November 1835 die Universität an und beklagte den Zustand der Kapelle. Als er keine Antwort erhielt, schrieb er am 22. Mai 1837 erneut die Verwaltung an und zeigte auf, dass der schlechte Zustand bei Reisenden zu Irritationen führen könnte. Dieses Argument zeigte offenbar Wirkung, da die Universität ihren Bauinspektor Carl August Peter Menzel aus Greifswald nach Alt Pansow zur Begutachtung der Kapelle schickte. Er entschied, dass ein Neubau kostengünstiger zu realisieren sei, als die aufgetretenen Mängel zu beseitigen. Bei der Gelegenheit, so Menzel weiter, könne die Kapelle gleich vergrößert und an Stelle des Fachwerkbaus ein Steinbau errichtet werden. Dieser Bau sollte Platz für 118 Sitz- und 32 Stehplätze bieten. Die Universität folgte dem Rat ihres Bauinspektors, mahnte aber an, dass der Bau möglichst kostengünstig realisiert werden sollte. Im März 1838 erhielt er die Genehmigung zur weiteren Planung. Drei Monate später stellte Menzel einen Entwurf vor, der konstruktiv an die Grenzen der Bauphysik ging und Baukosten in Höhe von 951 Taler vorsah. Daraufhin kam es zu Diskussionen zwischen der Universität und der Gemeinde zu Art und Umfang der geplanten Maßnahmen. Menzel lehnte die Änderungen weitgehend ab und änderte nur einzelne Details seines Entwurfs. Strittig blieb dennoch die Finanzierung des Bauwerks. Zwar hatte die Kirchgemeinde inzwischen ein Guthaben von 112 Taler, 10 Silbergroschen und 2 Pfennige angespart, sie war aber dennoch der Auffassung, dass sich die Verwaltung an den Kosten beteiligen sollte. Am 2. September 1838 einigte man sich schlussendlich darauf, dass das Baumaterial sowie der Arbeitslohn von der Universität übernommen werden sollte. Die Pächter der Grundstücke in Alt Pansow sollten im Gegenzug 30 Tagesfuhren zur Materialbeschaffung übernehmen. Nachdem die erforderlichen Genehmigungen erteilt waren, konnte die weitere Planung fortgeschrieben werden. Doch kurz darauf entstand zwischen der Universität und dem Kirchspiel ein erneuter Konflikt: Während die Universität davon ausging, dass die Kapelle abgerissen und das noch brauchbare Material weiterverkauft werden sollte, wollte die Gemeinde die Kapelle als Materiallager nutzen und das neue Gebäude an einer anderen Stelle errichten. Sie konnte sich schließlich gegen die Verwaltung durchsetzen und begann mit dem Bau der Kapelle. Pächter, die durch die Verschiebung betroffen waren, erhielten dabei eine Entschädigung aus dem Kapellenacker. Eine Änderung des Zugangs vom Westportal in Richtung Süden konnte die Gemeinde hingegen nicht durchsetzen – Menzel bestand auf seiner ursprünglichen Planung.  Unter der Leitung des Pächters Johann Gladrow begannen daraufhin am 6. Mai 1841 die Bauarbeiten. Nun entschied man sich doch dafür, die Kapelle abzubrechen und das Material in einem Holzschuppen zu lagern. Die Grundsteinlegung fand am 8. September 1841 statt. Die Backsteine kamen von der Ziegelei Voigt in Eldena; die Handwerker fast ausschließlich aus Greifswald. Der Innenraum erhielt einen gelbbräunlichen Anstrich, alle Holzteile waren im dunklen Farbton von Eichenholz gehalten. Die Wände und Deckenflächen waren durch dunkelblaue Linien gegliedert. Am 29. Dezember 1841 meldete Menzel die Fertigstellung der Kapelle bis auf wenige Restarbeiten. Diese wurden bis zum Sommer 1842 vollendet. Die Schlussrechnung vom 20. September 1842 belief sich auf 1328 Taler. Die Einweihung fand zum Erntedankfest am 4. Oktober 1842 im Beisein von Superintendent Christoph Johann Theodor Ziemssen (1777–1843) statt. 1845 dokumentierte Menzel sein Werk in seinem „Jahrbuch der Baukunst und Bauwissenschaft in Deutschland“. 1890 gestaltete man den Innenraum farblich um, in dem man einen dunkel abgesetzten Sockel hinzufügte.

### 20. Jahrhundert bis zur Neuzeit
Vermutlich Anfang des 20. Jahrhunderts fügte man die vier Ecklisenen sowie die Fialtürmchen hinzu. In dieser Zeit befanden sich in den beiden Giebeln viergeteilte Sprossenfenster, die zu einem späteren Zeitpunkt durch einfache, mit Kiefernholz verkleide Luken ersetzt wurden. 1910 tauschte man die doppelflügelige Eichentür mit einem Kastenschloss durch ein schlichteres Modell aus. Die acht großen, rechteckigen Fenster wurden bei einem Blitzeinschlag  1937 weitgehend zerstört. Sie wurden durch schlichtere Holzfenster ersetzt. Durch einen nachfolgenden Brandschaden musste die Gemeinde den Innenanstrich komplett erneuern. Der Raum erhielt einen hellen Grauton, von dem sich die Holzteile und die Balkendecke mit dunkelgrau und braun bemalten Elementen absetzten. An Stelle der Trapezdecke baute man eine schliche Flachdecke ein. Die gesamte Instandsetzung kostete 2689 Mark und sollte bis zur Restauration 2012/2013 die letzte größere Investition in die Kapelle sein. Die statisch kritische Bauweise, gepaart mit einer fehlenden Instandhaltung zur Zeit der DDR führten dazu, dass sich der Zustand des Gebäudes zunehmend verschlechterte: Es traten vermehrt Risse auf, die Fensterstürze wurden defekt und der Fußboden senkte sich um bis zu 15 cm an den Längsseiten ab. 1978 brachte der Malermeister Güner Rabehl ein Zitat aus dem Evangelium nach Matthäus an der Altarwand an: „Siehe ich bin bei euch alle Tage bis ans Ende der Welt“. Die letzten regelmäßigen Gottesdienste fanden im Jahr 2000 statt.
In den Jahren 2002/2003 wurde das Fundament mit einem Spezialbeton saniert, was jedoch keine dauerhafte Wirkung zeigte. Am 4. Advent 2007 feierte die Gemeinde den vorerst letzten Gottesdienst – es war unklar, ob das Gebäude erhalten bleiben konnte. 2010 gelangte die Kapelle in ein Notsicherungsprogramm der Landesdenkmalpflege. Über eine Mischfinanzierung konnten 93.000 Euro aufgebracht werden, mit denen ab dem Frühjahr 2011 eine grundlegende Sanierung der Mauern, des Giebels sowie des Dachstuhls vorgenommen werden konnte. Im Herbst 2011 versammelte sich um den damaligen Pastor eine Künstlergruppe aus der Gemeinde, die ein Konzept zur Gestaltung des Innenraums erarbeitete. Sie bestand aus Mechthilde Homberg aus Klein Zastrow, Jürgen Werner Ducks aus Trissow und Sil Zobel aus Alt Jargenow. Die ursprüngliche Planung zur Neugestaltung der Fenster sah eine Glasmalerei vor, die aus Kostengründen jedoch aufgegeben wurde. Stattdessen kam eine Seidenmalerei zum Einsatz. Mit weiteren Spendenmitteln in Höhe von 13.000 Euro sanierte man den Putz, die Elektrik, die Treppenanlagen sowie die Fenster und die Tür. Das Farbkonzept sah im Innern eine deutlich hellere Gestaltung vor. 2012 entfernte man dabei auch den Wandspruch Rabehls. 2013 fand man eine der originalen Sprossenscheiben im Schutt der Kirche. Die Einweihung der neuen Kapelle fand am 20. Mai 2013 statt.

## Zugehörigkeit
Die evangelische Kirchengemeinde Dersekow, Levenhagen und Görmin gehört seit 2012 zur Propstei Demmin im Pommerschen Evangelischen Kirchenkreis der Evangelisch-Lutherischen Kirche in Norddeutschland. Vorher gehörte sie zum Kirchenkreis Greifswald der Pommerschen Evangelischen Kirche.

## Architektur und Innenausstattung

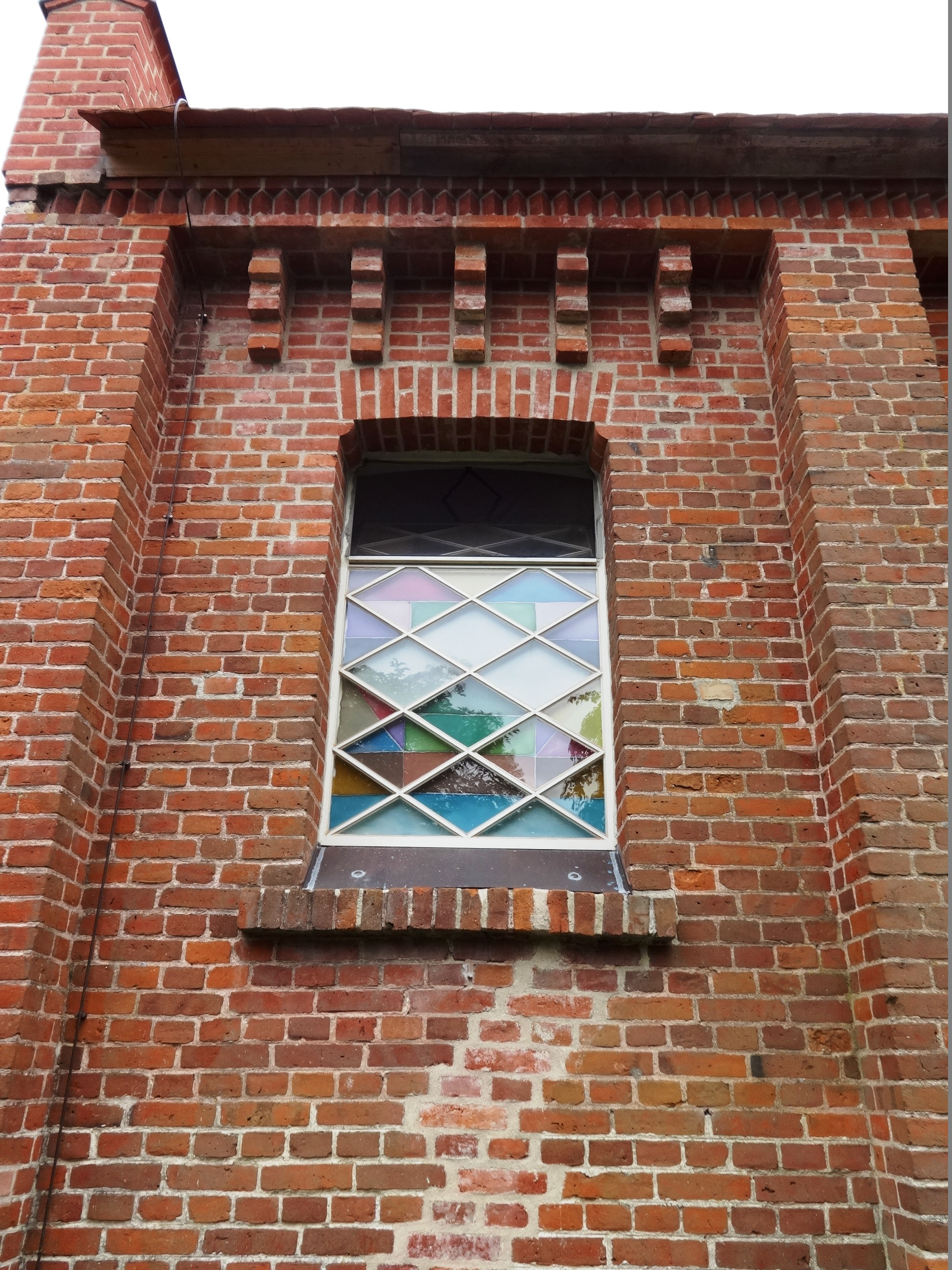
Klappfenster an der Nordseite

Der kleine ziegelgedeckte Backsteinbau wurde 1841/1842 in neugotischen Formen errichtet. Lisenen verstärken den mit einem gestuften Konsolfries und Zahnfriesen verzierten Bau. An den Giebeln sind monumentale Spitzbogenblenden angebracht, die nach Westen als Portaleinfassung gehalten sind. Oberhalb der Giebel befinden sich zwei Türmchen mit je einem handgeschmiedeten Kreuz. Die Inschrift auf der Spiegelfläche über dem Portal ist verwittert. Die rautenförmig verglasten Rechteckfenster weisen in den oberen Ecken Formsteine mit Viertelkreisprofil auf. Die Fenster waren ursprünglich aus Bleiglas gearbeitet und wiesen einen Mittelholm auf. Die Scheiben waren in Rauten gegliedert, so dass sich in jeder Scheibe 188 Glaselemente befanden. Nach dem Brand 1937 wurden sie durch Scheiben mit nur noch 27 Rauten ersetzt.
Die Kapelle besitzt eine flache Bretterdecke, von der ursprünglich trapezförmigen Decke sind die hölzernen Konsolen erhalten. Altar, Kanzel und Gestühl mit 18 Bänken und zwei Sichtwangen vor der ersten Reihe sowie der rötliche Backsteinfußboden stammen aus der Bauzeit. Das Altargehege ist nicht erhalten. Der polygonale Kanzelkorb steht auf einem kräftig profilierten Fuß, die Brüstung und der Aufgang haben wie der Altar und die Brüstung des Bankgestühls schlichte Rechteckfüllungen. An der Ostwand ist ein Teil eines triumphierenden Christus (Christus triumphator) um 1750, mit Resten barocker Bemalung, zu sehen; dieses Fragment eines älteren Altars stammt wohl vom Vorgängerbau, der wenige Meter nördlich der heutigen Kapelle stand. Seine Herkunft ist unklar. Auch weiß man bis heute nicht, wann er in die Kapelle kam – das Inventar aus 1845 gibt keinen Hinweis auf die Figur. Eine Fünte ist nicht vorhanden, weil Taufhandlungen der benachbarten Kirche vorbehalten waren. Oberhalb des Altars befand sich eine Nische, in der ein Kreuz aus Gusseisen angebracht war. In der zweiten Hälfte des 19. Jahrhunderts ersetzte man es durch ein eisernes Standkruzifix, welches sich im 21. Jahrhundert im Pfarrarchiv befindet. Die Nische wurde bereits vor mehreren Jahrzehnten verputzt. Das Altarkreuz stammt aus dem 20. Jahrhundert.
Die einzige Glocke der Kapelle stammt aus dem Vorgängerbau. Sie ist auf das Jahr 1706 datiert und besitzt einen Durchmesser von 30 cm. Sie ist durch ein Glockenjoch erreichbar, dass sich hinter dem Westgiebel befindet.
Der Kirchhof ist von einer Feldsteintrockenmauer umgeben. Auf ihm stehen aus Kalkstein gefertigte Grabwangen aus dem 18./19. Jahrhundert.

## Gestaltung des Altars
Der Maler Jürgen-Werner Ducks brachte auf dem Altar fünf Stillleben an, die er mit seinen Fingern in Öl gestaltet hat. Auf dem ersten Bild malte Ducks Früchte und Blumen als Symbol für das Paradies, beispielsweise die Kirschen am unteren rechten Rand des Gemäldes. Die blaue Akelei steht für den Heiligen Geist, während die Schwertlilie der Maria zugeschrieben wird. Eine weitere Lilie wurde mit weißer Farbe als Zeichen für die Reinheit Christi aufgetragen. Unterhalb der Lilien befindet sich eine nach links geneigte Nelke, die auf den Opfertod Jesu hindeutet. Schlussendlich symbolisiert der im rechten Bildbereich auf den Kirschen sitzende Schmetterling die Erlösung der menschlichen Seele. Das zweite Bild zeigt einen Brotlaib mit einem Teller im Hintergrund. Ducks stellt damit das Abendmahl Jesu dar. Der Laib liegt auf einem weißen, geschwungenen Tuch, das sowohl auf die Geburt Jesu wie auch auf seinen Tod hinweist. Der bräunliche Teller wurde aus Lehm gefertigt und weist damit auf Gott als den Schöpfer der Menschen hin. Rechts von diesem Gemälde erkennt man eine Karaffe mit Wein sowie einen Kelch. Sie stehen für das Blut Jesu, dass er zur Vergebung der Sünden der Menschen gegeben hat. Wein und Kelch kommen als Abendmahlsgeräte während der Eucharistie zum Einsatz. Die reifen Trauben symbolisieren die Menschenwerdung Jesu. Daneben befindet sich in der oberen Hälfte das vierte Altarbild, welches die Taufe mittels des Wasserkruges und einem Becher darstellt. Das Wasser als die Quelle des Lebens wäscht den Gläubigen von seinen Sünden frei. Unterhalb des Bildes ist als letztes Symbol die Buße dargestellt. Eine Spanschachtel dient als Symbol für den Schrein, in dem Gott verborgen ist. Ein Messer dient dazu, zwischen Erkenntnis und Versuchung zu unterscheiden. Der Apfel und die Zitrone stellen ein Symbol für den süßen und sauren Adamsapfel dar.

## Gestaltung der Kanzel
Die Kanzel wurde wie auch der Altar in einem hellgelben Ton gehalten und mit Gemälden verziert. Hier war es Sil Zobel, die sieben Bilder am Altar und an seinem Aufgang angebracht hat. Das erste trägt den Titel Verkündigung und zeigt Maria zum Zeitpunkt der gleichnamigen Verkündigung. Das zweite Bild Nacht ist in dunkel-blauen Tönen gehalten. In der rechten Bildmitte ist jedoch eine gold-gelbes Licht zu sehen. Maria und Josef freuen sich über die Geburt Jesu, das Licht geht hinaus in die Welt. Es folgt die Jesu Kindheit, die in warmen Ockertönen gehalten ist. Man erkennt eine jugendliche Gestalt, die zwischen den anderen Menschen seinen Weg findet und emporstrebt. Das vierte Bild, der Heiland zeigt eine engelhafte, weiße Gestalt vor einem goldfarbenen, kreisförmigen Hintergrund, der sich von einer tiefblauen Nacht absetzt. Das darauf folgende, in roten Tönen gehaltene Bild zeigt die Kreuzigung sowie die Trauer der Angehörigen. Das sechste Bild stellt das Gleichnis Über das Wasser dar. Es ist am Aufgang zur Kanzel angebracht und hat daher einen rautenförmigen Zuschnitt. Jesus ermuntert einen Jünger, im Glauben an Gott über das Wasser zu gehen. Das siebte und letzte Bild befindet sich ebenfalls am Aufgang. Das Gleichnis Im Sturm spielt auf einem Meer. Die Jünger befürchten, in einem aufziehenden Sturm unterzugehen und wecken Jesus auf. Er beruhigt das Meer und bittet sie, Vertrauen in Gott aufzubringen.

## Gestaltung der Fenster
Aus Kostengründen konnten die Sprossenfenster nicht in ihrer ursprünglichen Form wiederhergestellt werden. Stattdessen entwickelte die Künstlerin Mechthild Homberg für die neun Fenster jeweils ein individuelles Fenstertuch, das sie mit Hilfe der Seidenmalerei gestaltete. Die farbliche Gestaltung stellen abstrakte Szenen aus der Bibel dar: die Fenster an der Nordseite spiegeln Szenen aus dem Alten Testament wider, während die Fenster an der Südseite Szenen aus dem Neuen Testament aufgreifen. Das Klappfenster an der Nordseite trägt den Titel „Die Schöpfung“: Eine goldfarbene Rhombe am oberen Rand stellt die göttliche Sonne dar, begleitet von einem roten Feld als Symbol für Adam sowie ein blaues Feld als Symbol für Eva. Darunter ist der Garten Eden als grüner Bereich dargestellt, während mit einem rot-gelb-orangen Feld der Teufel in Form der Schlange erscheint. Nach dem Biss in den Apfel stellen Adam und Eva ihre Nacktheit fest, dargestellt als rosa Hautton unter den blauen und roten Rhomben. In den weiteren Fenstern der Südseite scheinen die Auferstehung des Totenfeldes aus Ezechiel, die Sintflut sowie die Gottesvision von Jesaja durch. Die Südseite zeigt die Ausgießung des Heiligen Geistes in Form der Trinitatis, Pfingsten, Ostern und schließlich Weihnachten.